# محافظة الرين
الرين، هي محافظة سعودية وتتبع لمنطقة الرياض في السعودية. وتبعد الرين عن محافظة القويعية بمسافة تقارب (60) كم.

## السكان
بلغ عدد سكان محافظة الرين (28,243) نسمة حسب تعداد السعودية 2022، عدد السعوديين (23,743) نسمة، وعدد غير السعوديين (4,500) نسمة.

## المراكز الإدارية التابعة
- أم نخلة
- البدائع
- الحصاة
- الحصاة القوصى
- حريملاء
- الحلوة
- خيم
- الرجع
- الرفايع
- الرقمية
- الرين الأعلى
- الرين القديم
- السيح
- الرفاع
- عبلية
- العفج
- العمق
- عنان
- عيينان
- الفرعة
- فيضة بن سعيدان
- قبيبان
- لجع
- المثناة
- المجذمية
- معيزيلة
- المليحة
- الناصفة
- الهفوف
- هجرة عشق
- صماخ
- الوهوهي
- قران
- ثعيفان
- الرواما
- السحيميه
- الحجاجي
- هجرة طريف
- مويسل
- الجدعاء
- هجرة الحنو
- هجرة ال قير
- هجرة البديعة

## التضاريس
لموقع الرين أهمية كبيرة من الناحية الجغرافية حيث تفصل الرين بين منطقة الدرع العربي إلى الغربي من المدينة مشكل الجزء الغربي من المحافظة ومنطقة الرف العربي شرق المدينة والمحافظة مما أدى إلى تنوع تضاريسه ما بين الجبال السوداء والحمراء والصفراء والسهول والهضاب والكثبان الرملية.

## وصلات خارجية
- موقع بلدية محافظة الرين